# Clastoptera nigroapicata
Clastoptera nigroapicata är en insektsart som beskrevs av Melichar 1915. Clastoptera nigroapicata ingår i släktet Clastoptera och familjen Clastopteridae. Inga underarter finns listade i Catalogue of Life.